# 妹の力
妹の力（いものちから、いもうとのちから）は、古代日本における女性の霊力に関する一種の呪術的な信仰である。柳田國男が著作『妹の力』（創元社、1942年）において論述した。

## 概説
ここでいう「妹（いも）」は、現代の生物学上もしくは社会学上の定義における妹ではなく、母、姉妹、伯母や従姉妹等の同族の女性、妻、側室、恋人など近しい間柄の女性に対する呼称をさす。
古代日本において、男性は政治、女性は祭祀をつかさどる存在であり（ヒメヒコ制）近親者や配偶者となった男性にその霊力を分かち与えることにより加護を与える存在とされた。
ちなみに、アイヌ民族においては信仰の場における女性と男性はほぼ同格の存在であり、男性が祭祀、女性が呪術に特化しているとされる。

## 民間における妹の力
『古事記』及び『日本書紀』において妹の力に関する記述は枚挙にいとまがない。
毒虫や蛇から恋人を守るスセリヒメの比礼（アクセサリー的な細布）や、敵の目をごまかし甥の本性を隠して命を守るヤマトヒメの衣装、神託に従い使命を果たすため妊娠中でありながら出産を延期させ無事に誉田天皇を生んだ神功皇后の月延石などがその代表格である。彼女達は皆高い霊力を持ち、その霊力をもって身近な男性の命を守ったとされている。
大陸との交流が盛んになり中国的な男性優位の思想が普及した後も日常生活にその名残は存続し、平安時代においては、たとえ身分の高い貴族の家庭であっても特に正月に新調される主人の衣装はその正妻が製作の采配をとるのが理想とされた。これは、妻である女性の霊力が衣装製作の過程で衣装に移り（参照：感染呪術）、男性を守護するとされた名残であるといわれる。
時代は大きく下って、江戸時代には博打打などが強運を約束する護符として、妻や恋人の髪や陰毛を守り袋に入れて持ち歩いたとされる。女性の髪はサイコロなどと共に船霊（ふなだま/船と船員の守護神。女性神格とされる）の依り代になった。
太平洋戦争時には千人針が盛んに行われ、母親や姉妹など近親の女性からやはり髪などを受け取って出征した兵士が多かったといわれる。